# پرونویا
پرونویا (انگلیسی: Pronoia) نوواژه‌ای است که به عنوان وضعیت ذهنی مقابل پارانویا تعریف می‌شود. در حالی که در پارانویا فرد تصور می‌کند که عوامل خارجی او را تهدید و علیه او توطئه‌چینی می‌کنند، در پرونویا فرد تصور می‌کند که عوامل خارجی برای کمک کردن به او توطئه می‌کنند و همواره می‌خواهند که او موفق شود.
این مفهوم را نخستین بار دکتر فرد گلدنر در مقاله‌ای در سال ۱۹۸۲ معرفی کرد. در سال ۲۰۰۸ نویسنده و بنیانگذار بنیاد مرزهای الکترونیکی، جان پری بارلو پرونویا را به صورت «ظن فرد به اینکه کائنات برای کمک به او توطئه می‌کنند» تعریف نمود.